# متنزه الجوبة (الجوف)
منتزة الجوبة، يُعد من أبرز الأماكن السياحية في سكاكا حيث يمتاز بأهمية موقعه على طريق سكاكا - عرعر ويوفر المتنزه جوًا رائعًا لمحبي التنزه والاسترخاء في الهواء الطلق، كما يمتاز المتنزه أيضًا بتوفير ألعاب للأطفال مما يشجع الأهالي لاصطحاب أطفالهم والتوجه إليه لقضاء أجمل الأوقات.